# Wc (Unix)
wc (abbreviazione dall'inglese word count, conteggio delle parole) è un comando dei sistemi operativi Unix e Unix-like, e più in generale dei sistemi POSIX, che produce sullo standard output un conteggio delle linee, parole e byte che costituiscono uno o più file di testo specificati come parametri (o dei dati provenienti dallo standard input). È un tipo di filtro.
Versioni evolute di wc possono conteggiare anche il numero di caratteri, che è diverso dal numero di byte in caso di file di testo contenenti caratteri unicode o che usano codifiche multibyte.

## Sintassi
La sintassi generale di wc è la seguente:
```
wc [
opzioni
] [--] [
file1
 …]
```

I parametri facoltativi file specificano i nomi dei file da conteggiare. Se non è specificato alcun file viene conteggiato il flusso di dati proveniente dallo standard input, mentre se sono specificati più file vengono prodotti sia i conteggi individuali che il conteggio totale.
Il doppio trattino -- (facoltativo) indica che i parametri successivi non sono da considerarsi opzioni.

## Opzioni
Tra le opzioni principali vi sono:
-cEffettua un conteggio dei byte.
-lEffettua il conteggio delle linee (per la precisione, effettua il conteggio dei caratteri di ritorno a capo).
-LSolo per la versione GNU di wc: indica la lunghezza in caratteri della linea più lunga.
-mEffettua il conteggio dei caratteri (solo per versioni evolute di wc).
-wEffettua il conteggio delle parole.

## Esempi
Effettua i conteggi per i file idee.txt e testo.txt:
```
$ 
wc idee.txt testo.txt

  40     149     947 idee.txt
2294   16638   97724 testo.txt
2334   16787   98671 totale
```